# Szellemirtók (film, 2016)
A Szellemirtók (eredeti címén: Ghostbusters) 2016-os amerikai sci-fi vígjáték, amelyet Paul Feig rendezett. A forgatókönyvet Feig és Katie Dippold írta. A főszerepben Melissa McCarthy, Kristen Wiig, Kate McKinnon, Leslie Jones és Chris Hemsworth láthatóak. 
Az Amerikai Egyesült Államokban 2016. július 15-én mutatták be, míg Magyarországon két héttel később szinkronizálva, július 28-án az InterCom Zrt. forgalmazásában. Ez a film a Szellemirtók-széria harmadik része, bár nem folytatása, hanem rebootja az eredeti 1984-es Szellemirtók filmnek.
Az alaptörténet ugyanaz, mint az eredeti filmben: A szellemek megszállják New Yorkot, és most az új szellemirtó csapatnak kell megküzdenie a földöntúli fenyegetéssel, ám színesebben, részletesebben, jobban kidolgozva, bonyolítva oldották meg. Itt nyomon követhetjük a fegyverek kifejlesztését is. A számítógépes grafika és vele együtt a szellemek kinézete az évek folyamán sokat fejlődött, látványosabb lett. Az eredeti Szellemirtókban 4 férfi és egy titkárnő a csapat tagja, ám itt pont fordítva, tehát 4 nő és egy férfi recepciós. Néhány eredeti karakter színésze visszatér egy-egy cameo szerepre. Ilyen például Dan Aykroyd, Bill Murray, Sigourney Weaver, Ernie Hudson és Annie Potts. Visszatérnek eredeti szellemek is, mint például Ragacs és Stay Puft.

## Szereplők
| Szereplő | Színész             | Magyar hang        |
| --- | ------------------- | ------------------ |
| Abby Yates | Melissa McCarthy    | Börcsök Enikő      |
| Erin Gilbert | Kristen Wiig        | Kéri Kitty         |
| Jillian Holtzmann | Kate McKinnon       | Peller Anna        |
| Patty Tolan | Leslie Jones        | Bognár Gyöngyvér   |
| Kevin | Chris Hemsworth     | Nagy Ervin         |
| Rowan North | Neil Casey          | Rába Roland        |
| Bradley polgármester | Andy García         | Dörner György      |
| Jennifer Lynch | Cecily Strong       | Major Melinda      |
| Hawkins ügynök | Michael K. Williams | Jakab Csaba        |
| Rorke ügynök | Matt Walsh          | Beratin Gábor      |
| Harold Filmore | Charles Dance       | Ujréti László      |
| Ed Mulgrave | Ed Begley Jr.       | Rosta Sándor       |
| Dékán | Steve Higgins       | Hannus Zoltán      |
| Jonathan | Michael McDonald    | Zöld Csaba         |
| Idegenvezető | Zach Woods          | Varju Kálmán       |
| Graffiti-művész | Nate Corddry        | Kisfalusi Lehel    |
| Stevenson | Toby Huss           | Juhász György      |
| Ingatlanos | Katie Dippold       | Sallai Nóra        |
| Zsaru | Sam Richardson      | Maday Gábor        |
| Martin Heiss | Bill Murray         | Harsányi Gábor     |
| Taxis | Dan Aykroyd         | Kerekes József     |
| Bill bácsi | Ernie Hudson        | Vass Gábor         |
| Rebecca Gorin | Sigourney Weaver    | Menszátor Magdolna |
| Szállodai recepciós | Annie Potts         | Borbás Gabi        |
| Phyllis Adler | Elizabeth Perkins   | Borbás Gabi        |
| Híres rocksztár | Ozzy Osbourne       | Nagy Feró          |
| Hírolvasó | Pat Kiernan         | Tarján Péter       |
| További magyar hangok |                     |                    |
| Bárány Virág, Berkes Bence, Bognár Tamás, Csuha Lajos, Hám Bertalan, Hegedüs Miklós, Hirling Judit, Kapácsy Miklós, Király Adrián, Kis-Kovács Luca, Nagy Dániel Viktor, Sánta László, Törtei Tünde |                     |                    |